# Sauce mousquetaire
La sauce mousquetaire est une sauce d'origine française préparée à partir de mayonnaise, d'échalotes hachées réduites au vin blanc, de brins de ciboulette ciselés et d'une préparation de glace de viande, parfois accompagnée d'une pincée de piment de Cayenne ou de poivre. 
D'autres ingrédients sont éventuellement ajoutés, comme du cerfeuil, de l'estragon ou du cresson alénois et il existe une variante sans glace de viande,.

## Utilisation
Cette sauce est généralement servie avec de la viande froide, des salades composées à base de viande ou avec des poissons servis tièdes.